# Dexia vicina
Dexia vicina là một loài ruồi trong họ Tachinidae.